# Werner Droste (Ingenieur)
Werner Droste (* 5. September 1929 in Eichwalde; † 1995) war ein deutscher Elektroingenieur, Ingenieurwissenschaftler und Professor für Elektrische Anlagen auf Schiffen.

## Leben
Droste studierte an den Technischen Hochschulen Stuttgart und Darmstadt Elektrotechnik und legte 1956 die Diplomprüfung ab. Anschließend leitete er bei den Lloyd Dynamowerke, Bremen die Entwicklungsabteilung, wechselte als Entwicklungsingenieur zur AEG Schiffbau in Hamburg und promovierte 1964.
Ab 1968 leitete er die Entwicklungsabteilung AEG Schiffbau und konnte sich in die sich entwickelnde Automation der Schiffe einbringen. Innerhalb von rund 10 Jahren führte die Automation zur Halbierung der Mannschaftstärken von bisher 40 auf 20 Mann auf neuen automatisierten Überseeschiffen. Verdienste erwarb Droste sich mit der Einführung von Wellengeneratoren auf Schiffen, Dynamos, die im Wellenstrang angeordnet sind und von der Hauptmaschine angetrieben wurden. Dadurch ergaben sich besonders beim Schwerölbetrieb Vorteile durch geringere Brennstoffkosten und niedrigeren Verschleiß der Hilfsdiesel.
Die Technische Universität Berlin erteilte Droste 1973 den Lehrauftrag Elektrische Anlagen auf Schiffen. 1978 übernahm er das Institut für Schiffshilfsmaschinen an der Universität Hannover und wurde zum Professor ernannt. Hier begründete er die Vorteile der Gleitfrequenz, deren Anwendung auf Schiffen sich aufgrund extrem hoher Ölpreise bei mehreren Reedereien durchsetzte. Nach dem Preisverfall beim Öl in den 80er Jahren geriet diese Erfindung jedoch wieder in Vergessenheit. Mit der Verlagerung der Schiffstechnik von Hannover gingen Droste und Mitarbeiter an die neu gegründete Technische Universität Hamburg-Harburg und bauten hier den Arbeitsbereich Hilfsmaschinen und Automation (heute Institut für elektrische Anlagen und Automation) auf.
Droste war ein engagierter Ingenieur, Professor und Doktorvater. Viele Veröffentlichungen und über 50 Patentanmeldungen zeugen von seiner schöpferischen Tätigkeit. Droste erhielt von der Schiffbautechnischen Gesellschaft (STG) 1994 für seine Verdienste die silberne Denkmünze, besonders für seine Vorträge vor der Gesellschaft, aber auch für die Leitung des Fachausschusses Schiffselektrotechnik der STG.
- Wellengenerator mit einer fremdbeluefteten Synchronmaschine großer Stoßkurzschlussreaktanz (Deutsches Patentamt, Anmeldenummer 1613830)